# Kęstutis Budrys

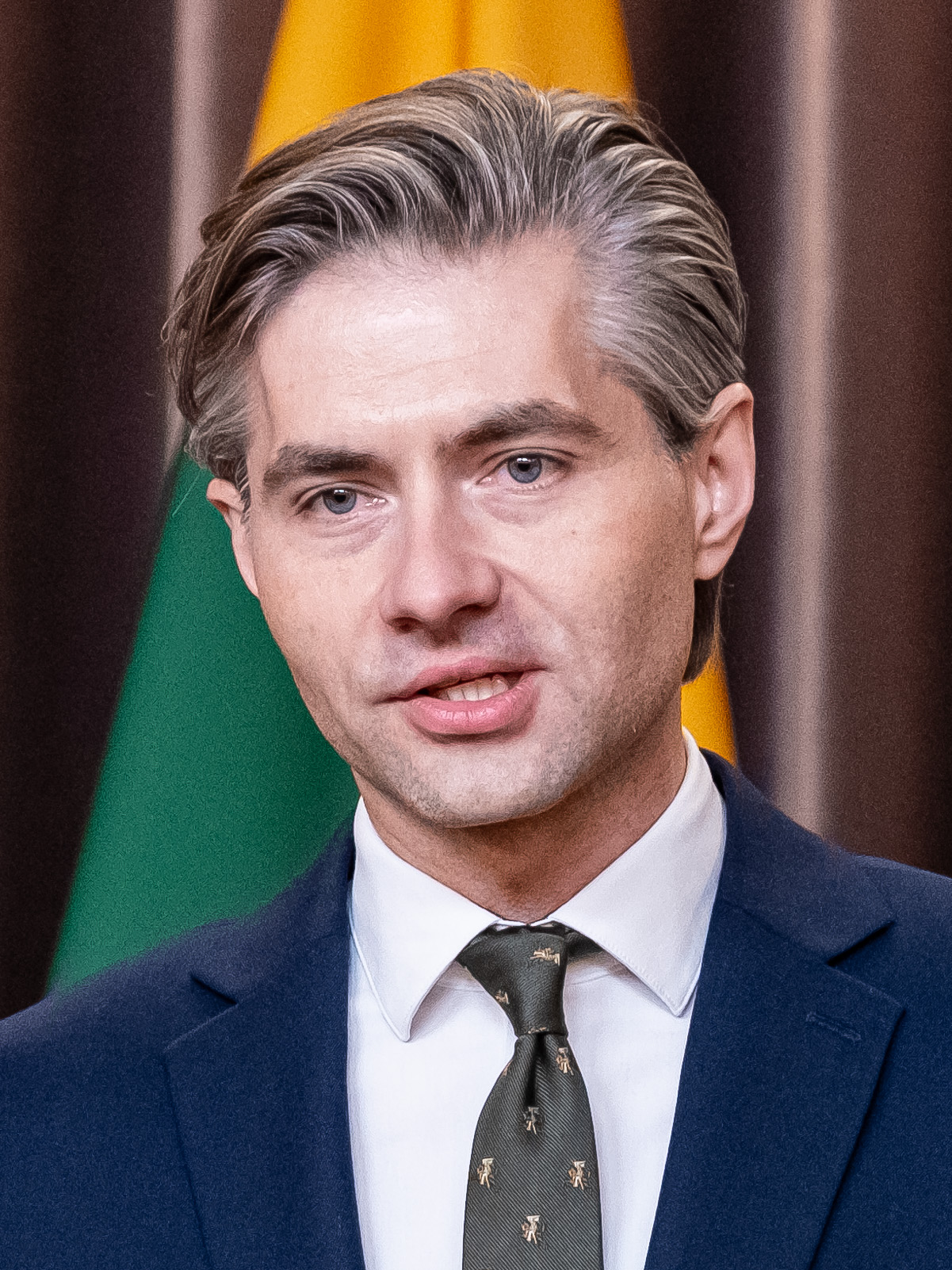
Budrys (2025)

Kęstutis Budrys (* 2. Oktober 1980) ist ein litauischer Politiker und Außenminister.

## Leben
Er absolvierte ein Bachelorstudium der Politikwissenschaft und ein Masterstudium Internationale Beziehungen am Institut für Internationale Beziehungen und Politikwissenschaften der Universität Vilnius. Im Jahr 2002 begann er im Departement für Staatssicherheit der Republik Litauen zu arbeiten. Von 2009 bis 2015 fungierte er als Berater der Präsidentin Dalia Grybauskaitė für Geheimdienste und Verteidigungspolitik, 2014 fungierte er vorübergehend als Chefberater für nationale Sicherheit des Präsidenten und 2015 wurde er zum stellvertretenden Leiter der Abteilung für Öffentlichkeit ernannt. Ab 2022 fungierte er als Hauptberater für nationale Sicherheit des litauischen Präsidenten Gitanas Nausėda.
Seit Dezember 2024 ist er Außenminister Litauens im Kabinett Paluckas, geleitet von Gintautas Paluckas. 